# روجر موريس
روجر موريس (بالإنجليزية: Roger Morris)‏ هو مؤرخ وكاتب أمريكي، ولد في 1937.